# Arnbruck
Arnbruck è un comune tedesco di 2 037 abitanti, situato nel land della Baviera.